# 島清興

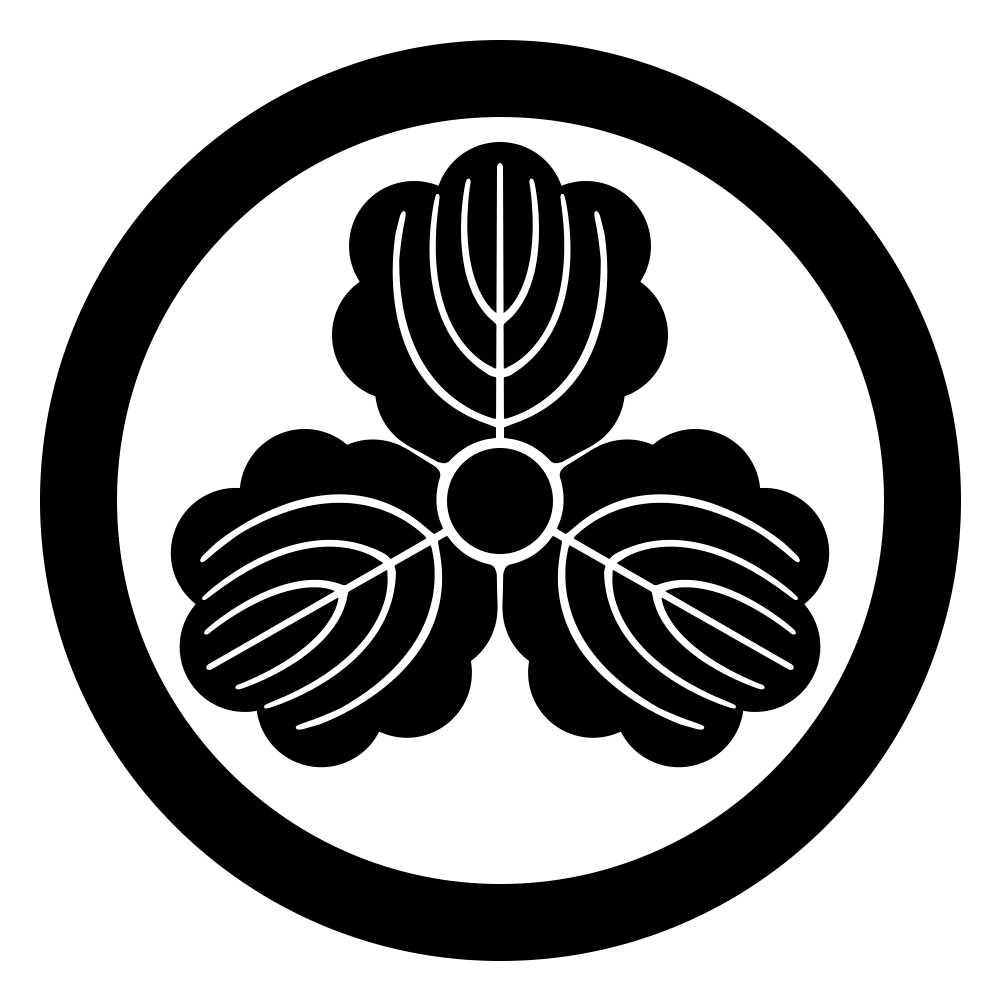
左近が用いたという
「丸に三つ柏」紋

島 清興（嶋 清興、しま きよおき）は、戦国時代から安土桃山時代の武将。筒井氏、石田三成の家臣。通称は左近で、一般には島 左近（しま さこん）の名で広く知られる。実名は勝猛（かつたけ）などの俗称が広まってはいるが、正しくは清興である。なお、本項目では特に断りが無い限り「左近」と記す。
三成に三顧の礼をもって迎えられ破格の高禄を食む側近として仕え、「治部少（三成）に過ぎたるものが二つあり 島の左近と佐和山の城」と謳われるほどの逸材だった（『古今武家盛衰記』）。
娘の珠は柳生利厳の継室となっており、剣豪として名高い柳生厳包は左近の外孫にあたる。

## 生涯

### 出自
左近の出身地について、対馬国とする説、近江国とする説などがあるが、大和国出身との説が妥当とみられる。
島氏（嶋氏）は今の奈良県生駒郡平群町周辺の在地領主で、椿井城・西宮城を本拠にしていたという。平群町の安養寺には「天文18年9月15日 嶋佐近頭内儀」と記された位牌があり、左近の母のものであると考えられる。『和州諸将軍伝』などの軍記類では、島氏の本姓は藤原姓とされる。
永禄10年（1567年）6月21日には、平群嶋城（西宮城か）に「庄屋」が入り、継母や継母の子ら合わせて9人を殺害し、父・豊前守は脱出することができたという事件が起きたが（『多聞院日記』）、この「庄屋」が左近である可能性がある。
天正5年（1577年）4月22日、左近は春日大社に灯籠一基を寄進している。そこには「春日社奉寄進嶋左近丞清興」と刻まれており、これが左近の確実な初見となる。また天正7年（1579年）には細井戸・南郷氏らと春日大社の若宮祭の願主人を務めている（『多聞院日記』）。

### 筒井氏・豊臣氏時代
天文19年（1550年）に筒井順昭が死去した際、既に筒井家の重臣となっていた左近は、わずか2歳で跡を継いだ順慶を盛り立てたとされ、また松倉重信（右近）とともに「右近左近」と称されたといわれる。しかし、左近が筒井家に仕えていたことが確認できるのは、天正11年（1583年）5月に伊賀で筒井氏の陣所が夜討ちされた際の記事が初めである（『多聞院日記』）。この時負傷した筒井家中の者の中に左近の名がある。
天正11年（1583年）12月には、羽柴秀吉の命で筒井氏の内衆11人の「大名成」が行われたが、その中に左近は含まれておらず、この頃の左近は重臣の地位になかったものとみられる。
天正12年（1584年）に順慶が死去すると、甥の定次が跡を継いだが、やがて左近は筒井家を辞することとなった。酒色に溺れ、政治を顧みない定次を見限ったためと言われているが、実際は島領の農民と中坊秀祐領の農民との水利をめぐる争いで、定次が中坊秀祐に有利な裁定をしたことが原因と考えられる。また、既に石田三成に仕えていた慶長3年（1598年）6月に左近が家臣である下河原平大夫を筒井家の伏見屋敷に遣わして定次に馬を贈っており、その後も筒井家との関係は途絶えた訳ではないことが窺える。筒井家を辞したのは天正16年（1588年）2月で、奈良興福寺の塔頭持宝院に寄食したという。
その後、蒲生氏郷に仕えた。また『多聞院日記』天正18年5月の記事に左近の妻が伊勢亀山にいた記述があることから氏郷の与力である関一政を頼った可能性も指摘されている。山鹿素行の『武家事記』には筒井家を去った後に豊臣秀長に仕え、秀長の没後は豊臣秀保に仕えたという。

### 石田三成の時代
石田三成から、左近に仕官の要請があった時、それまでも多くの要請を断ってきた左近はやはり断るが、三成の説得により仕官を受け入れ、2万石の俸禄で召し抱えられた。これは、当時の三成の禄高4万石のうちの半分を与えられるという破格の待遇であり、『君臣禄を分かつ』の逸話として伝えられている（『常山紀談』）。もっとも、島左近が石田三成に仕えたのは、三成が佐和山19万石の城主になってからという説もあるが、それでも破格の待遇であったことには違いがない。屋敷は佐和山城下湖水寄りに与えられた。
石田三成は小姓の頃に知行500石全てを投げうって、柴田勝家や主君・豊臣秀吉が1万2,000石で召し抱えようとした豪傑・渡辺勘兵衛（渡辺了とは別人）を召し抱えており、その話を元にして左近召し抱えの逸話が作られたとの説もある。
天正18年（1590年）5月25日、三成が佐竹義宣の家臣・東義久に宛てた文書があり、義宣が秀吉に謁見する際の心構えを述べたものだが、その使者として左近が登場する（『秋田藩家蔵文書』）。
三成は天正19年（1591年）4月に佐和山城主に就任しており、翌年の『多聞院日記』には、天正20年（1592年）4月に左近の妻が「今江州サホノ城（＝佐和山城）ニアリ」と書かれている。
左近が石田三成に仕えていた時代の動向はこれまで不明なことが多かったが、左近が記した書状が2通見つかった。いずれも、天正18年（1590年）7月、小田原征伐の後に書かれたもので、常陸国の戦国大名、佐竹義宣の重臣・小貫頼久と東義久に宛てており、左近は三成の下、佐竹氏との交渉で重要な役割を果たしていたことが分かる。従って、左近は少なくとも小田原征伐の頃には三成に仕えており、既に重臣クラスの立場にあったと考えられる。また、小貫宛の書状の内容から常陸国の大掾清幹の帰属についての交渉の担当者が三成および左近であったことが判明する（しかし、最終的に交渉はまとまらず、大掾氏は佐竹氏に滅ぼされることになる）。
その後、左近は三成に従って朝鮮出兵に従軍したと伝わる。
平成20年（2008年）、島左近の名前が掲載された石田三成判物が発見された。三成が年貢収納にあたっての年貢率については、島左近・山田上野・四岡帯刀に命じたので、その指示に従って年貢収納を行うよう、今井清右衛門尉に伝えた文書であり、慶長元年から慶長3年の間に出されたものと考えられる。

### 関ヶ原の戦い

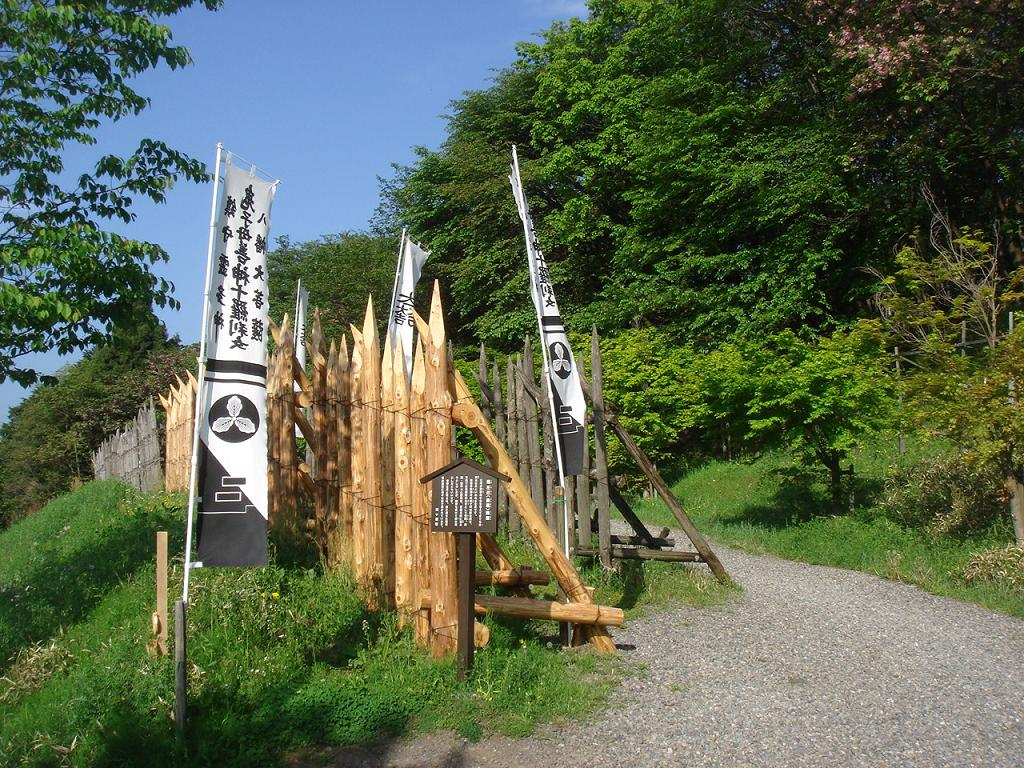
島左近陣跡（関ヶ原）

慶長5年（1600年）の関ヶ原の戦いの前日には、会津の上杉景勝、また北からの万一の伊達政宗の裏切りに備えて江戸からなかなか動けないはずの徳川家康の美濃国赤坂（現在の岐阜県大垣市赤坂町字勝山にある安楽寺）到着の報に動揺する西軍の兵たちを鼓舞するために、兵500を率いて東軍の中村一栄・有馬豊氏両隊に戦いを挑み（杭瀬川の戦い）、明石全登（宇喜多秀家家臣）隊と共に勝利した。しかし、その夜に島津義弘・小西行長らと共に提案した夜襲は、三成に受け入れられずに終わった。
関ヶ原の戦い本戦においては、最初は西軍有利に進み、左近も自ら陣頭に立った。その最期については、
- 黒田長政軍の菅正利率いる鉄砲隊に横合いから銃撃され負傷し後、死去した。
- 正午過ぎ、小早川秀秋の東軍寝返りを皮切りに西軍は総崩れとなり、左近は再び出陣。正面の黒田長政軍及び田中吉政軍に突撃し、敵の銃撃により討ち死した。
- 備中早島戸川氏に伝わる伝承によれば、再び出陣の島左近を戸川達安が討ち取った[31]。

とする説がある。
関ヶ原合戦での戦いぶりは､徳川方をして「誠に身の毛も立ちて汗の出るなり」と恐れさせたことが『常山紀談』に記されている。江戸初期、筑前福岡城において、関ヶ原に出陣し左近を襲撃した老いた武将達がその服装について若侍相手に語り合ったが、指物、陣羽織、具足に至るまでそれぞれ記憶が違い、理由をその恐ろしさに記憶が曖昧であったとしている。

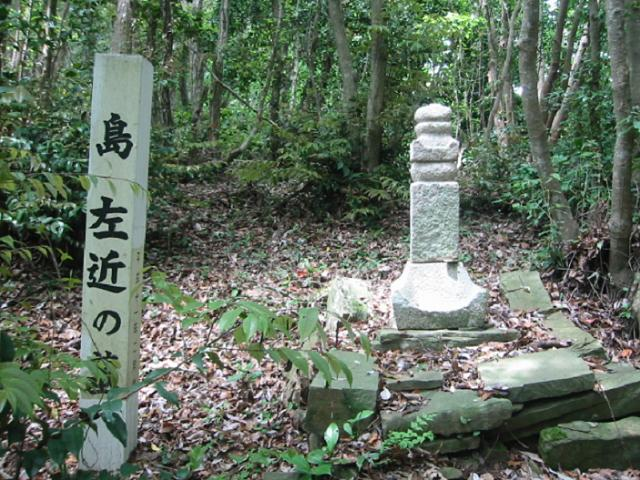
左近のものとされる墓（対馬の島山島）

享年は61歳。左近の墓地は奈良市川上町の三笠霊苑内、京都市上京区の立本寺塔頭教法院墓地に存在する。この他にも左近の墓は対馬、陸前高田などにもあるとされる。

### 従弟・島勘左衛門
従弟に島勘左衛門なる武将がおり、やはり石田三成に仕え、関ヶ原の戦いに先立つ伏見城の戦いで戦死した。塚原渋柿園による小説「島勘左衛門」（『文藝倶楽部』1898年5月）がある。

## 異説・伝説
- 慶長5年（1600年）、徳川家康を危険に感じた左近は石田三成に家康暗殺計画を持ちかけた。これに対して三成もすでに家康暗殺を近江水口岡山城主の長束正家と計画しており、正家に会津征伐で東下する家康をもてなさせ、水口城内で家康を斬るという作戦であった。家康はこの企てを知っており、その夜の内に水口を出立したため、計画は失敗に終わった（『徳川実紀』[36]）。
- 関ヶ原開戦の直前に島津豊久に対して、「若い頃は武田信玄に仕官し山県昌景の下で家康が敗走するのを追った」と語ったという（『天元実記』）。だが、島氏は大和国の在地土豪で筒井氏に長年仕えており、裏付けとなる資料も他にないので、真偽は不明。
- 関ヶ原の戦いを脱して落ち延び、京都に潜伏し寛永9年（1632年）に没したとする説もある（『石田軍記』、『古今武家衰退記』、『関ヶ原御合戦当日記』、『新対馬島誌』、『関ヶ原町史』）。
  - 上述の通り京都市内の立本寺の塔頭である教法院には左近の墓があり[37]、関ヶ原の戦い後、逃れてこの寺の僧として、32年後に死去したとされている[37]。位牌や過去帳が塔頭に残され、寛永9年6月26日 (旧暦)没などと記されていることがその根拠となっている。2024年6月に教法院の墓が京都芸術大学らによって発掘調査され、成人のほぼ全身の骨や歯が出土した[38][39]。
  - 左近の遺体は、関ヶ原の合戦で戦死した大谷吉継の首級と共に見つかっていない[37][注釈 3]。さらには合戦後に京都で左近を目撃したと称する者が相次いだという[37]。
  - 関ヶ原の戦い後に僧ではなく、農民になったという説もある[37]。
- 静岡県浜松市天竜区に島家の後裔が在住している。23代目の島茂雄によれば、左近は島金八と名を変えて百姓に変装し、春になると自身の部下を集めて桜の下で酒宴を催したという。また居住地を「おさか」と呼んだといわれており、これは大坂のことと推察されている。作家の隆慶一郎はこの地を訪問して島茂雄から話を聞き、小説『影武者徳川家康』の題材とした[40]。
- 東広島市西条最古の酒造業者、白牡丹は自社の創業に関し、古書において「慶長五年九月　関ガ原の戦に、島左近勝猛、西軍の謀士の長たりしも、戦に破れ、長男新吉戦死す。次男彦太郎忠正母と共に京都に在りしが、関ヶ原の悲報を聞き、西走して安芸国西条に足を止む。彦太郎忠正の孫、六郎兵衛晴正、延宝三年酒造業を創む」とある旨を紹介しており[41]、現在も同社の社長職は島家が引き継いでいる。
- 熊本市の西岸寺には、中興の泰岩和尚は左近が鎌倉光明寺で出家した後身であり、細川忠興に仕えて小倉に知足寺を建立し、加藤忠広の改易後、細川忠利の肥後入国に際しては、忠利の命を受けて熊本に入り情報収集に努めたという由来記が残る[42][43][44][45]。
- 滋賀県伊香郡余呉町奥川並には関ヶ原合戦後も左近は生き延び、同村に潜伏していたという伝承がある[46]。

## 遺品
久能山東照宮博物館に左近が使用したと伝わる兜が収蔵されている。

## 関連作品
小説
- 佐竹申伍『島左近』 PHP研究所 1990年 ISBN 4569563783
- 隆慶一郎『影武者徳川家康』 新潮文庫 1993年 ISBN 4101174156、ISBN 4101174164、ISBN 4101174172
- 山元泰生『嶋左近』 学陽書房人物文庫 2008年 ISBN 9784313752382
- 谷津矢車『某には策があり申す 島左近の野望 』 角川春樹事務所 2017年 ISBN 9784758413060

漫画
- 原哲夫『影武者徳川家康（1 - 6）』 集英社 1994年（原作：隆慶一郎著『影武者徳川家康』）
- 原哲夫『影武者徳川家康外伝 SAKON（左近） -戦国風雲録-（1 - 6）』 集英社 1997年

テレビアニメ
- 『学園BASARA』（2009年、カプコン、声：中村悠一）
- 『戦国無双』（2015年、コーエーテクモゲームス、声：山田真一）

ゲーム
- 『戦国無双シリーズ』（2、3、4）（2006年、コーエーテクモゲームス、声：山田真一）
- 『無双OROCHIシリーズ』（1、２、３）（2007年、コーエーテクモゲームス、声：山田真一）
- 『戦国BASARAシリーズ』（４）（2014年、カプコン、声：中村悠一）
- 『無双アビス』（2025年、コーエーテクモゲームス、声：山田真一）

楽曲
- 『侍魂 〜KIZUNA〜』（2010年、歌：山田真一・竹本英史、作詞：森由里子、作曲：佐々木裕、「戦国無双3 飛 翔歌奥義」収録、島左近・石田三成イメージ曲）
- 『蓮（はちす）』（2010年、歌：さくらゆき、作詞：小栗さくら、作曲：あきつ）
- 『風雨同舟』（2015年、歌：山田真一、作詞：森由里子、作・編曲：増田武史、「戦国無双ヴォーカル・ベスト２」収録）
- 『一期一会でよろしく！』（2015年、歌：竹本英史・山田真一、作詞：森由里子、作・編曲：渡辺未来、「戦国無双ヴォーカル・ベスト２」収録、石田三成・島左近イメージ曲）

ドラマCD
- 『二筋の道』（2009年、声：竹本英史・山田真一・石川英郎・杉田智和・藤本たかひろ、「戦国無双３ 光華繚演」収録、石田三成・島左近・豊臣秀吉・加藤清正・福島正則イメージドラマ）

マスコットキャラクター
- しまさこにゃん - 滋賀県彦根市の花しょうぶ通り商店街のマスコットキャラクター
- 左近くん[48]

## 演じた俳優
- 『春の坂道』(1971年、NHK大河ドラマ、演：北村和夫)
- 『関ヶ原』(1981年、TBSドラマ、演：三船敏郎)
- 『徳川家康』(1983年、NHK大河ドラマ、演：川津祐介)
- 『真田太平記』(1985年、NHK新大型時代劇、演：湯浅実)
- 『徳川家康』(1988年、TBS大型時代劇スペシャル、演：室田日出男)
- 『徳川武芸帳 柳生三代の剣』(1993年、テレビ東京12時間超ワイドドラマ、演：高橋悦史)
- 『影武者徳川家康』(1998年、テレビ朝日、演：寺田農)
- 『葵 徳川三代』(2000年、NHK大河ドラマ、演：夏八木勲)
- 『戦国自衛隊・関ヶ原の戦い』(2006年、日本テレビ、演：松方弘樹)
- 『天地人』(2009年、NHK大河ドラマ、演：若林豪)
- 『江〜姫たちの戦国〜』(2011年、NHK大河ドラマ、演：中村育二)
- 『影武者徳川家康』(2014年、テレビ東京新春ワイド時代劇、演：高橋英樹)
- 『真田丸』(2016年、NHK大河ドラマ、演：玉置孝匡)
- 映画『関ヶ原』(2017年、演：平岳大)
- 『どうする家康』(2023年、NHK大河ドラマ、演：高橋努)[注釈 4]